# Scott P. Brown
Scott Philip Brown (ur. 12 września 1959) – amerykański polityk związany z Partia Republikańską, w latach 2010–2013 senator Stanów Zjednoczonych ze stanu Massachusetts.